# Homochlodes
Homochlodes is een geslacht van vlinders van de familie spanners (Geometridae), uit de onderfamilie Ennominae.

## Soorten
- H. fritillaria Guenée, 1858
- H. orina Schaus, 1901
- H. parita Schaus, 1901
- H. sartina Schaus, 1901